# Pointe Blanche
Der Pointe Blanche (französisch für Weiße Landspitze) ist eine größtenteils vereiste Landspitze im nördlichen Abschnitt der Ostküste der Pétrel-Insel im Géologie-Archipel vor der Küste des ostantarktischen Adélielands. Sie liegt nordöstlich des Mont Cervin zwischen dem Chenal Buffon und der Anse de la Baleinière.
Französische Wissenschaftler benannten sie 1977 deskriptiv.